# Liste der denkmalgeschützten Objekte in Heiligenkreuz (Niederösterreich)
Die Liste der denkmalgeschützten Objekte in Heiligenkreuz enthält die 24 denkmalgeschützten, unbeweglichen Objekte der Gemeinde Heiligenkreuz im niederösterreichischen Bezirk Baden.

## Denkmäler
| Foto  |                 | Denkmal | Standort                                                         | Beschreibung | Metadaten |
| ----- | --------------- | --- | ---------------------------------------------------------------- | --- | --- |
| ja    | Datei hochladen | Ehem. Poststation und Bildstock HERIS-ID: 34047 Objekt-ID: 31953                                                 | Allanderstraße 2 Standort KG: Heiligenkreuz                      | Die ehemalige Poststation, ein zweigeschoßiges Gebäude, stammt aus den Jahren 1751/1752. | BDA-Hist.: Q37955723 Status: Bescheid Stand der BDA-Liste: 2025-06-30 Name: Ehem. Poststation und Bildstock GstNr.: 19                                                                                     |
| ja    | Datei hochladen | Wohnhaus ehem. Einsiedlerhaus HERIS-ID: 64339 Objekt-ID: 77050                                                   | Hauptstraße 6 Standort KG: Heiligenkreuz                         | Das ehemalige Einsiedlerhaus ist am Kalvarienberg nahe der Hauptkapelle platziert. Der eingeschoßige Bau wurde später für Wohnzwecke umgebaut. | BDA-Hist.: Q38106691 Status: § 2a Stand der BDA-Liste: 2025-06-30 Name: Wohnhaus ehem. Einsiedlerhaus GstNr.: 43                                                                                           |
| ja    | Datei hochladen | Figuren 4 kauernde Sklaven HERIS-ID: 64355 Objekt-ID: 77067                                                      | Heiligenkreuz Standort KG: Heiligenkreuz                         | Auf der Krone der ehemaligen Friedhofsmauer sind vier kauernde Sklaven. Die ursprünglichen Türken aus der Werkstatt Giovanni Giulianis wurden zum Teil umgestaltet auf einen Afrikaner und einen Indianer. | BDA-Hist.: Q38106727 Status: § 2a Stand der BDA-Liste: 2025-06-30 Name: Figuren 4 kauernde Sklaven GstNr.: 718 Statues of slaves, Heiligenkreuz                                                            |
| ja    | Datei hochladen | Verwaltungsbüro ehem. Hofrichterhaus HERIS-ID: 64482 Objekt-ID: 77207                                            | Heiligenkreuz 2 Standort KG: Heiligenkreuz                       | Das Verwaltungsbüro befindet sich im äußeren Stiftshof und beherbergte im Mittelalter das Gästehaus des Stiftes. Es ist ein zweigeschoßiger langgestreckter Bau mit einem Walmdach. | BDA-Hist.: Q124632066 Status: § 2a Stand der BDA-Liste: 2025-06-30 Name: Verwaltungsbüro ehem. Hofrichterhaus GstNr.: 43 Stift Heiligenkreuz                                                               |
| ja    | Datei hochladen | Gemeindeamt HERIS-ID: 49882 Objekt-ID: 54185                                                                     | Heiligenkreuz 15, 68 Standort KG: Heiligenkreuz                  | Das heutige Gemeindehaus stammt aus dem Jahr 1672 und war ursprünglich das Baderhaus und ab 1750 die Schule. Es ist zweigeschoßig und hat innen Kreuzgratgewölbe. | BDA-Hist.: Q38036699 Status: § 2a Stand der BDA-Liste: 2025-06-30 Name: Gemeindeamt GstNr.: 51 Gemeindeamt Heiligenkreuz, Lower Austria                                                                    |
| ja    | Datei hochladen | Wirtschaftshof des Stiftes Heiligenkreuz HERIS-ID: 111964 Objekt-ID: 130002seit 2014                             | Heiligenkreuz 38, 39, 40 Standort KG: Heiligenkreuz              | Der weitläufige Gebäudekomplex aus unregelmäßig angeordneten Trakten beherbergt heute Wohnhäuser des Stiftes und Garagen. Er wurde um 1960 unter Einbeziehen mittelalterlichen Mauerwerks errichtet. | BDA-Hist.: Q37827943 Status: Bescheid Stand der BDA-Liste: 2025-06-30 Name: Wirtschaftshof des Stiftes Heiligenkreuz GstNr.: 54, 53/2, 669/8, 200 Wirtschaftshof Stift Heiligenkreuz                       |
| ja    | Datei hochladen | Josefsbrunnen im Stiftshof HERIS-ID: 64485 Objekt-ID: 77210 marterl.at: 20400                                    | bei Markgraf-Leopold-Platz 3 Standort KG: Heiligenkreuz          | Das kreisförmige Becken mit dem dreieckigen Pfeiler, der an der Spitze den hl. Josef mit dem Jesuskind trägt, wurde von Giuliani im Jahr 1739 errichtet. Im Jahr 1985 wurde der Brunnen restauriert. | BDA-Hist.: Q38107194 Status: § 2a Stand der BDA-Liste: 2025-06-30 Name: Josefsbrunnen im Stiftshof GstNr.: 43 Stift Heiligenkreuz - Josephsbrunnen                                                         |
| ja    | Datei hochladen | Kloster-/Stiftskirche Unsere Liebe Frau HERIS-ID: 64509 Objekt-ID: 77240                                         | Markgraf-Leopold-Platz 1, bei Standort KG: Heiligenkreuz         | Die dreischiffige Basilika stammt aus dem 12./13. Jahrhundert. | BDA-Hist.: Q61992379 Status: § 2a Stand der BDA-Liste: 2025-06-30 Name: Kloster-/Stiftskirche Unsere Liebe Frau GstNr.: 43 Stift Heiligenkreuz - Monastery church                                          |
| ja    | Datei hochladen | Dreifaltigkeitssäule im Stiftshof HERIS-ID: 59062 Objekt-ID: 70026 marterl.at: 11014                             | Markgraf-Leopold-Platz 3 Standort KG: Heiligenkreuz              | Die barocke Dreifaltigkeitssäule inmitten des Stiftshofes wurde von Giovanni Giuliani und seiner Werkstatt in den Jahren 1736 bis 1739 errichtet. Die Steinmetzarbeiten wurden von Elias Hügel ausgeführt. | BDA-Hist.: Q38085767 Status: § 2a Stand der BDA-Liste: 2025-06-30 Name: Dreifaltigkeitssäule im Stiftshof GstNr.: 43 Stift Heiligenkreuz - Holy Trinity column                                             |
| ja    | Datei hochladen | Stifts-, Bernardi- u. Kreuzkirche Konvent Bibliotheks-, Gäste- u. Klerikertrakt HERIS-ID: 49880 Objekt-ID: 54158 | Markgraf-Leopold-Platz 1, u. a. Standort KG: Heiligenkreuz       | Dieser Trakt befindet sich im südöstlichen Teil des Stifts und war ursprünglich freistehend. Erst unter Abt Paul Schönebner wurde zu Beginn des 17. Jahrhunderts der Verbindungstrakt erbaut. | BDA-Hist.: Q38036652 Status: § 2a Stand der BDA-Liste: 2025-06-30 Name: Stifts-, Bernardi- u. Kreuzkirche Konvent Bibliotheks-, Gäste- u.Klerikertrakt GstNr.: 43 Stift Heiligenkreuz                      |
| ja    | Datei hochladen | Kalvarienberg/Kreuzweg HERIS-ID: 59063 Objekt-ID: 70028                                                          | Markgraf-Leopold-Platz 2, bei Standort KG: Heiligenkreuz         | Der Kalvarienberg ist nordöstlich des Stiftes gelegen und hat als 12. Station eine Hauptkapelle. Die 37 Statuen stammen vom Bildhauer Josef Schnitzer. | BDA-Hist.: Q38085777 Status: § 2a Stand der BDA-Liste: 2025-06-30 Name: Kalvarienberg/Kreuzweg GstNr.: 43 Stift Heiligenkreuz - Calvary                                                                    |
| ja    | Datei hochladen | Klostergasthof und Nebengebäude HERIS-ID: 64481 Objekt-ID: 77206                                                 | Markgraf-Leopold-Platz 4 Standort KG: Heiligenkreuz              | Der Klostergasthof, ein zweigeschoßiges Gebäude, das im äußeren Stiftshof neben dem Wiener Tor steht, wurde im Jahr 1640 auf dem Platz des ehemaligen Klosterspitals gebaut. | BDA-Hist.: Q38107162 Status: § 2a Stand der BDA-Liste: 2025-06-30 Name: Klostergasthof und Nebengebäude GstNr.: 43 Klostergasthof (Heiligenkreuz, Lower Austria)                                           |
| ja    | Datei hochladen | Päpstliche Philosophisch-theologische Hochschule Benedikt XVI, ehem. Meierhof HERIS-ID: 64483 Objekt-ID: 77208   | Markgraf-Leopold-Platz 6 Standort KG: Heiligenkreuz              | Die heutige Hochschule steht zwischen dem Badener und dem Gruber Tor und ist der ehemalige Meierhof. Er ist 1642 abgebrannt und war bereits 1658 wieder aufgebaut. Umgestaltungen erfolgten 1714. In den Jahren 1979 und 1980 wurden große Renovierungen und Umbauten im Innenbereich durchgeführt. | BDA-Hist.: Q60649173 Status: § 2a Stand der BDA-Liste: 2025-06-30 Name: Päpstliche Philosophisch-theologische Hochschule Benedikt XVI, ehem. Meierhof GstNr.: 43 Stift Heiligenkreuz - University building |
| ja    | Datei hochladen | Bildstock Schutzengelkreuz HERIS-ID: 34043 Objekt-ID: 31936 marterl.at: 13437                                    | Markgraf-Leopold-Platz 6, südwestlich Standort KG: Heiligenkreuz | Die Schutzengelsäule stammt von Giovanni Giuliani und besteht aus Zogelsdorfer Stein. Die mit 1720 datierte Säule stand vorerst auf der Allander Höhe und wurde mit der Veränderung der Straßentrasse hierher versetzt. | BDA-Hist.: Q37955689 Status: § 2a Stand der BDA-Liste: 2025-06-30 Name: Bildstock Schutzengelkreuz GstNr.: 44/2                                                                                            |
| ja BW | Datei hochladen | Priesterseminar Leopoldinum, ehem. Waschhaus bzw. Waisenhaus HERIS-ID: 64484 Objekt-ID: 77209                    | Sattelbacher Straße 1 Standort KG: Heiligenkreuz                 | Das erstmals 1649 urkundlich erwähnte Rudolfinum war das Waschhaus. Im Jahr 1991 wurde das westlich des Badener Tors gelegene zweigeschoßige Gebäude das Waisenhaus des Stiftes. Bis 2007 trug es den Namen Collegium Rudolphinum und wurde danach in Priesterseminar Leopoldinum umbenannt. | BDA-Hist.: Q2109607 Status: § 2a Stand der BDA-Liste: 2025-06-30 Name: Studentenwohnhaus Rudolfinum, ehem. Waschhaus bzw. Waisenhaus GstNr.: 44/1 Studentenhaus Rudolfinum                                 |
| ja    | Datei hochladen | Troadkasten HERIS-ID: 64350 Objekt-ID: 77061                                                                     | Sattelbacher Straße 5 Standort KG: Heiligenkreuz                 | Der Troadkasten (Getreidekasten) wurde wegen der Brandgefahr abseits vom Stift auf der anderen Seite des Sattelbachs bereits um 1200 errichtet. | BDA-Hist.: Q38106710 Status: § 2a Stand der BDA-Liste: 2025-06-30 Name: Troadkasten GstNr.: 35/5 Stift Heiligenkreuz - granary                                                                             |
| ja    | Datei hochladen | Sagbründl HERIS-ID: 64348 Objekt-ID: 77059 marterl.at: 20269                                                     | Sattelbacher Straße 5, bei Standort KG: Heiligenkreuz            | Um die Brunnenstube wurde im Jahr 1715/1720 ein gemauertes Haus gebaut. Unter dem Giebel befindet sich eine Kopie eines Medaillons mit einem sitzenden Christus nach Giovanni Giuliani. | BDA-Hist.: Q38106697 Status: § 2a Stand der BDA-Liste: 2025-06-30 Name: Sagbründl GstNr.: 35/5 |
| ja    | Datei hochladen | Ehem. Kalkofen in Sattelbach HERIS-ID: 59064 Objekt-ID: 70029                                                    | Standort KG: Heiligenkreuz                                       | Südlich von Heiligenkreuz, links der Straße nach Baden, befindet sich ein aus unverputztem Bruchstein errichteter Kalkofen. Seine drei Heiztüren, knapp einen Meter hoch, führen zu Heizkammern mit weiten Öffnungen, die innen mit Schamott ausgekleidet sind. | BDA-Hist.: Q38085790 Status: § 2a Stand der BDA-Liste: 2025-06-30 Name: Ehem. Kalkofen in Sattelbach GstNr.: 646/2 Kalkofen Sattelbach                                                                     |
| ja    | Datei hochladen | Ortskapelle Preinsfeld HERIS-ID: 64329 Objekt-ID: 77037 marterl.at: 20405                                        | Preinsfeld 14, gegenüber Standort KG: Heiligenkreuz              | Die Ortskapelle zur schmerzhaften Mutter Gottes in Preinsfeld wurde 1933 von Abt Gregor Pöck eingeweiht. Ihr Vorgänger war eine hölzerne Kapelle, die 1813 anstelle eines Bildstocks von 1713 errichtet worden war und 1849 eine kleine Glocke zum Gedenken an den hl. Leonhard erhielt, die später in den Dachreiter des Neubaus übertragen wurde.                                                        | BDA-Hist.: Q38106657 Status: § 2a Stand der BDA-Liste: 2025-06-30 Name: Ortskapelle Preinsfeld GstNr.: 670/4 Kapelle Preinsfeld                                                                            |
| ja    | Datei hochladen | Ehem. Friedhofskreuz HERIS-ID: 64353 Objekt-ID: 77065 marterl.at: 13459                                          | Standort KG: Heiligenkreuz                                       | Das Friedhofskreuz an der ehemaligen Friedhofsmauer ist ein schmiedeeisernes Kruzifix auf einem Volutensockel. | BDA-Hist.: Q38106719 Status: § 2a Stand der BDA-Liste: 2025-06-30 Name: Ehem. Friedhofskreuz GstNr.: 718                                                                                                   |
| ja    | Datei hochladen | Friedhof mit Friedhofskapelle HERIS-ID: 64480 Objekt-ID: 77205                                                   | Standort KG: Heiligenkreuz                                       | Der Friedhof wurde 1843 angelegt. Die Friedhofskapelle wurde erst 1889 auf Initiative von Helene Vetsera errichtet, deren Tochter Mary von Vetsera auf dem Friedhof bestattet ist. | BDA-Hist.: Q38107151 Status: § 2a Stand der BDA-Liste: 2025-06-30 Name: Friedhof mit Friedhofskapelle GstNr.: 105/3 Friedhof Heiligenkreuz, Lower Austria                                                  |
| ja    | Datei hochladen | Befestigte Höhensiedlung Burgstall HERIS-ID: 44246 Objekt-ID: 45004                                              | Helenental 39, nördlich Standort KG: Siegenfeld                  | Die ehemalige Höhensiedlung Burgstall liegt oberhalb der Cholerakapelle auf der sogenannten Marienwiese. Das Areal, im Süden und Südwesten durch steil abfallendes Gelände und an den übrigen Seiten durch bogenförmig verlaufende Felskämme natürlich geschützt, war einst durch künstliche Wallanlagen zusätzlich befestigt. Kupfer- und Keramikfunde weisen auf eine urnenfelderzeitliche Siedlung hin. | BDA-Hist.: Q38007763 Status: Bescheid Stand der BDA-Liste: 2025-06-30 Name: Befestigte Höhensiedlung Burgstall GstNr.: 429/4, 430                                                                          |
| ja    | Datei hochladen | Cholerakapelle HERIS-ID: 64325 Objekt-ID: 77032 marterl.at: 20251                                                | Helenental Standort KG: Siegenfeld                               | Die Cholerakapelle wurde anlässlich der Choleraepidemie in den Jahren 1830 und 1831 von den Wiener Bürgern Carl und Elisabeth Boldrini aus Dankbarkeit für ihre Verschonung errichtet. Der neugotische Bau unter Satteldach mit einer kleinen Vorhalle und Giebelreiter liegt oberhalb der Badener Straße im Helenental.                                                                                   | BDA-Hist.: Q38106644 Status: § 2a Stand der BDA-Liste: 2025-06-30 Name: Cholerakapelle GstNr.: 429/4 Cholerakapelle, Heiligenkreuz                                                                         |
| ja    | Datei hochladen | Kath. Filialkirche hl. Ulrich HERIS-ID: 50583 Objekt-ID: 55689                                                   | bei Kirchenplatz 1 Standort KG: Siegenfeld                       | Die einfache Kirche stammt aus den Jahren 1730 bis 1740 und wurde am Platz einer im Jahr 1414 erwähnten Kapelle errichtet. Sie ist eine Filialkirche des Stiftes Heiligenkreuz. | BDA-Hist.: Q38040979 Status: § 2a Stand der BDA-Liste: 2025-06-30 Name: Kath. Filialkirche hl. Ulrich GstNr.: 634 Filialkirche Siegenfeld                                                                  |